# Ondřej Slanina
Ondřej Slanina (* 16. srpna 1984 Praha) je český šéfkuchař, restauratér a lektor kuchařských kurzů. Studoval školu hotelnictví a gastronomie hotelu International. Byl členem Pražského kulinářského týmu s kterým získal řadu ocenění včetně Zlaté medaile a prvního místa na Gastro Hradec, Gastro Vavřinec, stříbrnou medaili Igeho Stuttgart, Bronzovou medaili na olympiádě Erfurth 2004. V roce 2010 získal druhé místo v soutěži Kuchař roku ČR. Od září 2005 do září 2022 uváděl (spolu s Filipem Sajlerem) v České televizi kulinářský pořad Kluci v akci.Od roku 2022 uvádí pořad s kuchařskými hosty (Josef Maršálek, Petr Šíma, Tomáš Pop, Pavel Mareš a další) Od roku 2008 provozuje zámeckou restauraci Chateau St.Havel v Praze, od roku 2020 pak restauraci Ginger a Fred v Tančícím domě a od roku 2025 restauraci Vinobona na Novém Světě v Praze. Od roku 2011 se také věnuje kurzům vaření pro širokou veřejnost a firmy ve škole vaření Hungrytown.cz. V roce 2012 se účastnil, jako první český kuchař, programu IVLP na pozvání vlády Spojených států o gastronomii Spojených států. Je milovník aut, skialpinismu, saunování a své práce.

## Ocenění
- 2007 – Vítězství na Gastro Vavřinec 2007, teplá kuchyně – zlatá medaile
- 2007 – Stříbrná medaile, studená kuchyně Warth 2007
- 2005 – Gastro Vavřinec, studená kuchyně – druhé místo
- 2004 – Bronz na kuchařské olympiádě IKA Erfurth 2004
- 2003 – Stříbrná medaile Stuttgart 2003
- 2003 – Absolutní vítěz studená kuchyně Gastro Vavřinec
- 2003 – Druhé místo teplá kuchyně Gastro Vavřinec – zlatá medaile
- 2003 – Gastro Hradec – zlaté medaile, druhé místo v kategorii senior